# José Aveiro
José Aveiro (18. července 1936, Asunción – 19. října 2024) byl paraguayský fotbalista, útočník.

## Klubová kariéra
Začínal v Paraguayi v týmu Sportivo Luqueño. Od roku 1959 působil ve Španělsku postupně v týmech Valencia CF, Valencia CF Mestalla, Elche CF, Ontinyent CF a CE Constància. Ve španělské lize nastoupil ve 47 utkáních a dal 16 gólů. Za reprezentaci Paraguaye nastoupil v letech 1957–1959 ve 12 utkáních a dal 7 gólů. Byl členem paraguayské reprezentace na Mistrovství světa ve fotbale 1958, ale v utkání nenastoupil. Byl členem paraguayské reprezentace na Mistrovství Jižní Ameriky ve fotbale 1959, nastoupil v 6 utkáních, dal 6 gólů a s týmem skončil na třetím místě. 

## Ligová bilance
| Ročník                      | Zápasy | Góly | Klub                 |
| --------------------------- | ------ | ---- | -------------------- |
| 1. paraguayská liga 1958    | -      | -    | Sportivo Luqueño     |
| 1. paraguayská liga 1959    | -      | -    | Sportivo Luqueño     |
| Primera División 1959/1960  | 21     | 9    | Valencia CF          |
| Primera División 1960/1961  | 11     | 6    | Valencia CF          |
| 2. španělská liga 1961/1962 | 15     | 5    | Valencia CF Mestalla |
| 2. španělská liga 1962/1963 | 7      | 1    | Valencia CF Mestalla |
| Primera División 1963/1964  | 15     | 1    | Elche CF             |
| 2. španělská liga 1964/1965 | 28     | 1    | Ontinyent CF         |
| 2. španělská liga 1965/1966 | 24     | 1    | CE Constància        |
| CELKEM Primera División     | 47     | 16   |                      |